# Viggo Kampmann

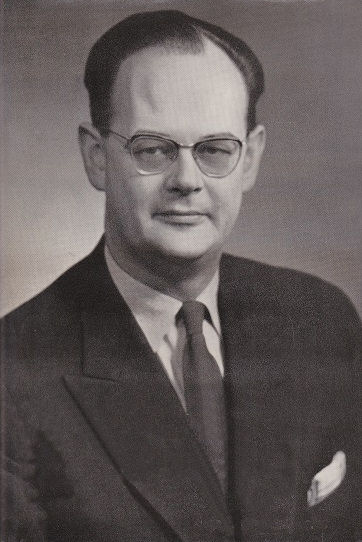
Viggo Kampmann

Olfert Viggo Fischer Kampmann (* 21. Juli 1910 in Frederiksberg; † 3. Juni 1976 in Kopenhagen) war ein dänischer sozialdemokratischer Politiker und von 1960 bis 1962 dänischer Ministerpräsident.

## Leben
Er studierte Politikwissenschaften und wurde im September 1950 kurzzeitig dänischer Finanzminister, worin ihm nach dem Regierungswechsel zur liberalen Venstre-Partei Thorkil Kristensen folgte.
1953 bis 1960 war Kampmann erneut Finanzminister und vom 21. Februar 1960 bis zum 3. September 1962 dänischer Ministerpräsident.
Sein Sohn Jens Kampmann war ebenfalls Politiker und mehrmals Minister.